# Peter van Putten
Peter van Putten (Nijmegen, 6 februari 1980) is een Nederlands voormalig voetballer die als aanvaller speelde.

## Loopbaan
Van Putten speelde bij N.E.C. en Go Ahead Eagles. Bij N.E.C. was hij een talent maar mede door een zware blessure brak hij nooit door. Op 29 oktober 1999 scoorde hij tegen RKC Waalwijk al na 13 seconden. Dat was destijds het snelst gescoorde doelpunt in de eredivisie. Bij de Eagles kwam hij in drie seizoenen in de Eerste divisie wel geregeld aan spelen toe. In totaal speelde hij 93 wedstrijden waarin hij 14 keer doel trof.
Na zijn professionele carrière ging hij spelen voor de zondaghoofdklasser De Treffers uit Groesbeek spelen. Peter en Djimmie van Putten besloten in 2007 samen naar FC Lienden te gaan, maar nadat de broers hun contracten hadden getekend, werd bekend dat Lienden een kunstgrasveld zou gaan gebruiken als hoofdveld. Omdat de broers allebei een knieoperatie ondergaan hebben, besloten de twee niet naar Lienden te gaan omdat ze bang waren dat het kunstgrasveld hun gewrichten kon beschadigen. Er werd een rechtszaak tegen ze aangespannen door Lienden wegens contractbreuk, die door de broers verloren werd. Achilles '29 besloot de boete van €7.000 te willen betalen voor de jongste van de twee, maar De Treffers deed dit niet in het geval van Peter Van Putten, waardoor die besloot de club te verlaten voor rivaal Achilles '29. Achilles '29 besloot om in hoger beroep te gaan en bijna een jaar later werd dit besluit teruggedraaid, waardoor Lienden de broers en Achilles '29 moest betalen.
In het seizoen 2007/2008 scoorde Van Putten twee maal in de allesbeslissende derby op de laatste speeldag tegen zijn voormalige werkgever De Treffers, waardoor de witzwarten kampioen werden van de Zondag Hoofdklasse C in dat seizoen.

Na een tijdelijke overstap naar Dijkse Boys keerde Van Putten terug bij Achilles, waar hij tot en met het seizoen 2011/12 speelde. Toen liep zijn contract af. Van Putten speelt vanaf het seizoen 2012/13 spelen voor de Groesbeekse VV Rood Wit waarmee hij in zijn eerste seizoen kampioen werd in de Derde klasse D in het district Oost. In 2014 keerde hij terug bij Vitesse '08.
Ook zijn broers Frits van Putten en Djimmie van Putten waren actief in het betaalde voetbal bij respectievelijk N.E.C. en VVV. Zijn broer Michel van Putten was ook een voetballer, maar hij heeft nooit in het betaald voetbal gespeeld. Hun jongere zus Djarmelza van Putten speelde bij VVV. Tijdens de gehele periode van Peter bij Achilles '29 speelde hij samen met zijn broertje Djimmie, die daar vanaf 2005 speelde. Bij Rood Wit en Vitesse '08 speelde hij samen met Frits.

## Erelijst
N.E.C.
Finalist KNVB beker (2000)
De Treffers
Zondag Hoofdklasse C (2005)
Achilles '29
Zondag Hoofdklasse C (2008)
Districtsbeker Oost (2008, 2011)
KNVB beker voor amateurs (2011)
Super Cup amateurs (2011)
Topklasse Zondag (2012)
Algemeen amateurkampioen (2012)
Dijkse Boys
Promotie naar Topklasse (2010)
VV Rood Wit
Zondag Derde klasse D district Oost